# Bwawani (Arusha)
Bwawani ist ein Verwaltungsbezirk (Ward) des Distrikts Arusha DC in der tansanischen Region Arusha.

## Geografie
Bwawani liegt im Norden von Tansania, südöstlich der Regionshauptstadt Arusha an der Grenze zu Manyara. Der größte Fluss im Bezirk ist der Themi. Der Bezirk grenzt im Westen an Muriet und Terrat, im Norden an Mlangarini und Nduruma, im Osten an Shambarai Burka des Distrikts Meru und im Süden an die beiden Bezirke Shambarai und Oljoro No. 5 des Distrikts Simanjiro.
Bwawani hat eine Fläche von 161 Quadratkilometern. Bei der Volkszählung 2022 lebten hier 14.025 Menschen in 3505 Haushalten.

## Gliederung
Der Bezirk besteht aus vier Gemeinden (Mtaa) mit 15 Orten (Kitongoji):
| Bwawani - Kazamoyo - Bwawani - Olmavinu - Mwandeti - Lamolok - Majengo | Themi ya Simba - Nyamagana - Songambele - Lemedeye | Mungushi - Kibaoni - Burka - Mungushi - Galilaya | Kigongoni - Darajani - Masaini |

## Wirtschaft und Infrastruktur
- Gesundheit: Im Bezirk gibt es drei staatliche Apotheken, je eine in den Gemeinden Bwawani,[8] Themi ya Simba[9] und Mungushi.[10]